# Angelica Roos
Angelica Roos, née le 15 avril 1989, est une haltérophile suédoise.

## Carrière
Elle a participé aux Championnats d'Europe d'haltérophilie et aux Championnats d'Europe d'haltérophilie 2016. Elle représente la Suède à l'épreuve d'haltérophilie pour les moins de 58 kg femmes aux Jeux olympiques d'été de 2016. En 2018, elle remporte la médaille d'argent des moins de 58 kg aux Championnats d'Europe d'haltérophilie.

## Palmarès

### Championnats d'Europe
- 2018 à Bucarest
  -  Médaille d'argent en moins de 58 kg.